# As the Shadows Rise
As the Shadows Rise este cel de-al doilea EP al formației Emperor. La data lansării albumului nici Mortiis și nici Faust nu mai făceau parte din formație.
Versiunea originală a acestui EP a fost limitată la 1000 de copii. Toate cele trei melodii care compun albumul au fost reînregistrate de pe demo-ul Wrath of the Tyrant în aceeași sesiune în care a fost înregistrat și EP-ul Emperor. În 2000 a fost relansat de casa de discuri Spikefarm Records împreună cu Immortal, Dimmu Borgir, Ancient și Arcturus pe compilația True Kings of Norway.
Coperta este gravura Mary Magdalene (1865) realizată de artistul francez Gustave Doré.

## Lista pieselor
1. "The Ancient Queen" - 03:25
2. "Lord Of The Storms" - 01:46
3. "Witches Sabbath" - 05:23

## Personal
- Ihsahn - vocal, chitară, sintetizator
- Samoth - chitară
- Faust - baterie
- Mortiis - chitară bas